# STS-108
La STS-108 va ser una missió duta a terme amb el transbordador espacial Endeavour. L'objectiu principal de la missió fou l'aprovisionament i manteniment de la ISS.
La STS-108 fou el vol número 12 que visità l'Estació Espacial Internacional i el primer des de la instal·lació de la càmera de descompressió Pirs russa. L'Endeavour va portar a l'expedició 4 a l'estació orbital i va recollir a l'expedició 3 que retornà a la Terra. Mentre la missió fou a l'estació, la tripulació va dur a terme una caminada espacial i s'adjunta el mòdul de logística multiús Raffaello a l'estació.

## Tripulació
- Dominic L. Gorie (3), Comandant
- Mark E. Kelly (1), Pilot
- Linda M. Godwin (4), especialista de missió
- Daniel M. Tani (1), especialista de missió

### Tripulació de l'expedició 4cap a la ISS
- Yuri I. Onufrienko (2), RSA Comandant (ISS)
- Carl I. Walz (4), Enginyer de vol (ISS)
- Daniel W. Bursch (4), Enginyer de vol (ISS)

### Tripulació de l'expedició 3cap a la Terra
- Frank L. Culbertson, Jr (3) Comandant (ISS)
- Mikhail Turin (1), RSA Enginyer de vol (ISS)
- Vladimir N. Dezhurov (2), RSA ISS Soyuz Cdr

## Paràmetres de la missió
- Massa:
  -  Càrrega: 4.082 kg
- Perigeu: 353 km
- Apogeu: 377 km
- Inclinació: 51,6°
- Període: 92 min

### Acoblament amb la ISS
- Acoblament: 7 desembre de 2001, 20:03:29 UTC
- Desacoblament: 15 desembre de 2001, 17:28:00 UTC
- Temps d'acoblament: 7 dies, 21 h, 24 min, 31 s

### Passejades espacials
- Godwin i Tani - EVA 1
- EVA 1 Començament: 10 desembre de 2001 - 17:52 UTC
- EVA 1 Fi: 10 de desembre de 2001 - 22:04 UTC
- Durada: 4 hores, 12 minuts